# 谢高觉
谢高觉（1933年—），男，四川成都人，中华人民共和国政治人物，曾任电子工业部副部长、邮电部副部长，中国电子学会副理事长，第八、九届全国政协委员。